# 卡拉瓦乔圣母圣殿

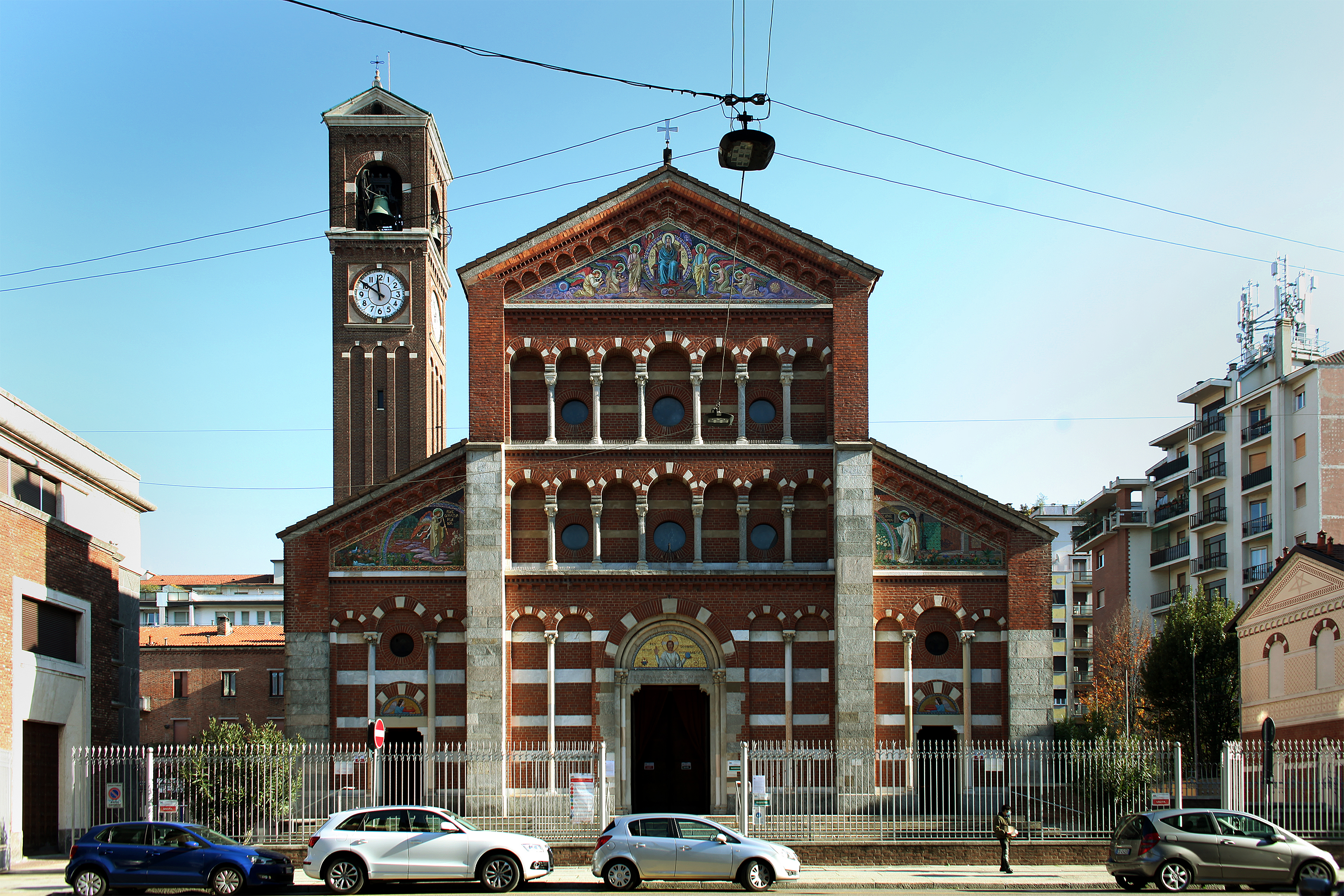

卡拉瓦乔圣母圣殿（Basilica di Santa Maria di Caravaggio）是一座罗马天主教宗座圣殿，供奉卡拉瓦乔圣母，位于米兰第五区的弗朗切斯科·博罗米尼街（via Francesco Borromini）5号。它建于1906年至1911年，由建筑师切奇利奥·阿尔佩萨尼设计，自1927年成立堂区。1979年，教宗若望保禄二世将其升格为宗座圣殿。

## 历史

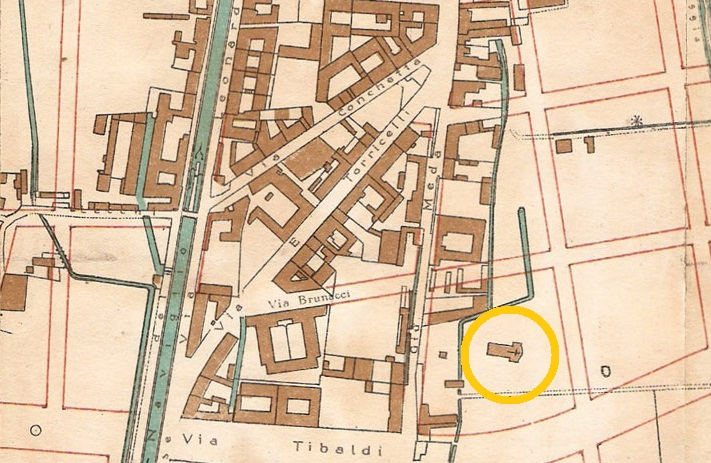